# 黑星宝螺
黑星宝螺（学名：Cypraea tigris），又名虎斑宝贝，俗名虎皮贝，是宝螺属的一种。

## 特征
卵圆形的壳，长约11厘米；背部膨圆，前段稍尖瘦，后端向内凹陷。贝壳表面光滑如瓷器，有由外套膜分泌的珐琅质，有白色或淡黄色的光泽，具有大大小小的黑褐色斑点，色彩如虎皮，因此得名。壳稍厚，壳口窄长，两侧边缘向内陷入，有齿状突起。壳内面，基部中凹，呈乳白色。

## 分布
主要分布于西太平洋及印度洋区，常栖息在浅海珊瑚礁、岩石底、低潮线以下。
该物种的模式产地在马达加斯加岛。